# Antoni Franquet i Alemany
Antoni Franquet i Alemany (Girona, 1909 - Girona, 14 de novembre de 1992) fou un polític gironí.

## Biografia
Procedent d'una família d'impressors i llibreters de la ciutat de Girona, Franquet es vinculà amb la vida militar, per la qual cosa el 1936 participà en el cop d'Estat contra la Segona República espanyola amb el rang d'alferes de complement. Arran d'aquest fet, fou jutjat per un tribunal popular que, a la fi, l'absolgué. Al desembre de 1936 creuà la frontera amb França i s'incorporà a l'exèrcit facciós del general Francisco Franco. Ferit a la batalla de l'Ebre el 1939 retornà a Girona com a Caballero mutilado. En tant que militant de la FET i de les JONS, començà a ocupar càrrecs dins el nou règim: delegat provincial d'excombatents, diputat gestor, secretari provincial de la FET i de les JONS i sotscap provincial del movimiento (1944 - 1957), càrrec que compartí amb el d'alcalde de Girona. La seva gestió fou austera i, en contrast amb el seu antecessor Albert de Quintana i Vergés, fou totalment submís al governador civil de la província de Girona Luis Mazo Mendo. L'any 1946 fou nomenat diputat al Congrés dels Diputats, càrrec que ocupà fins al 1955. El 1957 abandonà tota l'activitat política de cop, adduint raons familiars.